# Mase VS
| VS ist das Kürzel für den Kanton Wallis in der Schweiz. Es wird verwendet, um Verwechslungen mit anderen Einträgen des Namens Mase zu vermeiden. |

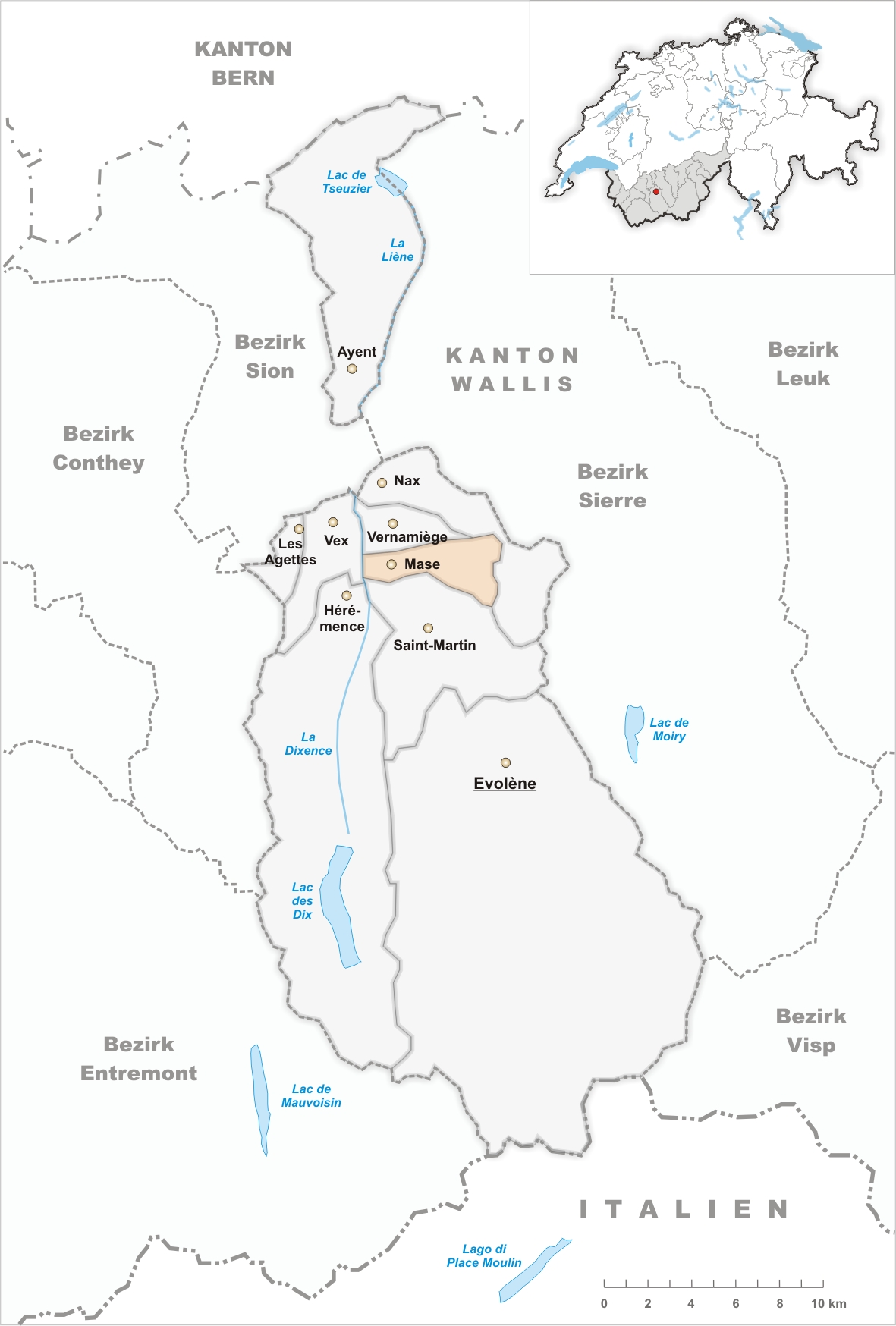
Gemeindestand vor der Fusion am 1. Januar 2011

Mase (bis 1902 offiziell Mage genannt) ist eine Burgergemeinde mit einem Burgerrat und war bis zum 31. Dezember 2010 eine politische Gemeinde des Bezirks Hérens im französischsprachigen Teil des Kantons Wallis in der Schweiz.

## Bevölkerung
| Jahr      | 1850 | 1900 | 1950 | 2000 | 2010 |
| Einwohner | 300  | 359  | 347  | 207  | 243  |

## Gemeindefusion
In der Volksabstimmung vom 24. Februar 2008 scheiterte die geplante Fusion der drei Gemeinden Vernamiège, Nax und Mase nur sehr knapp. Nax und Mase sagten Ja, Vernamiège lehnte das Vorhaben jedoch mit 67 zu 61 Stimmen ab. Am 7. September 2008 fand eine weitere Volksabstimmung statt, bei der alle drei Gemeinden das Vorhaben annahmen. Die neue Gemeinde Mont-Noble entstand am 1. Januar 2011.

Luftbild (1955)

Luftbild (1955)

## Weblinks

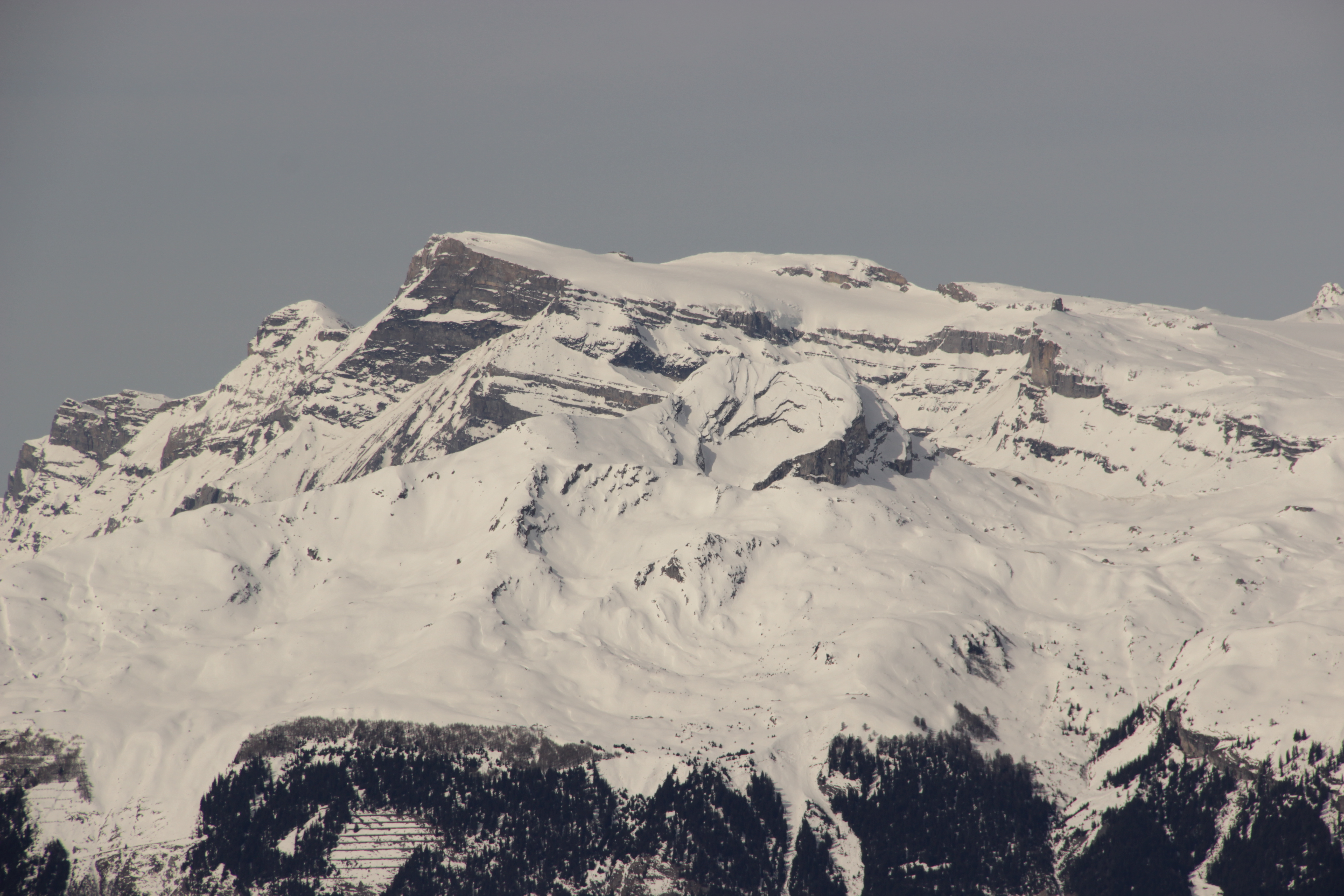
Les Diablerets